# 1979年の鉄道
1979年の鉄道（1979ねんのてつどう）とは、1979年（昭和54年）に起こった鉄道関係の出来事をまとめたページである。
1978年の鉄道 - 1979年の鉄道 - 1980年の鉄道

## 出来事の一覧

### 1月
- 1月26日
  - 姫路市交通局
    - （路線廃止）  モノレール線 姫路駅 - 手柄山駅間
    - （駅廃止）  姫路駅、大将軍駅、手柄山駅

### 2月
- 2月1日
  - 韓国鉄道公社
    - （新駅開業）  栗田駅（現・成均館大駅）（京釜線、義王駅 - 華西駅間）
- 2月8日
  - 台湾鉄路管理局
    - （新駅開業）  花蓮駅（北廻線、台東線 北埔駅 - 吉安駅間）
    - （新駅開業）  和平駅（北廻線 漢本駅 - 和仁駅間）
- 2月11日
  - 西日本鉄道[注 1]
    - （路線廃止） 福岡市内線（循環線） 千鳥橋駅 - 博多駅前駅 - 天神駅 - 千鳥橋駅間
    - （路線廃止） 福岡市内線（貝塚線） 千鳥橋駅 - 貝塚駅間
    - （駅廃止）  千鳥橋駅、千代町駅、福高前駅、緑橋駅、祇園町駅、博多駅前駅、駅前四丁目駅、住吉駅、柳橋駅、渡辺通一丁目駅、渡辺通二丁目駅、渡辺通四丁目駅、天神駅、那の津口駅、市民会館前駅、対馬小路駅、石城町駅、博多築港前駅、馬出三丁目駅、浜松町駅、箱崎浜駅、網屋立筋駅、箱崎松原駅、九大中門駅（福岡市内線）

### 3月
- 3月9日
  - 北総開発鉄道（現・北総鉄道）
    - （新規開業）  北総線 北初富駅 - 小室駅間(7.9km)
    - （駅開業）  北初富駅、西白井駅、白井駅、小室駅（北総線）
- 3月25日
  - 西武鉄道
    - （駅名改称）  狭山市駅←入間川駅（新宿線）
- 3月30日
  - 近畿日本鉄道
    - （新駅開業）  向島駅（京都線 桃山御陵前駅 - 小倉駅間）

### 4月
- 4月1日
  - 日本国有鉄道
    - （複線化）  横浜線 中山駅 - 長津田駅間(4.4km)
    - （新駅開業）  十日市場駅（横浜線 中山駅 - 長津田駅間）
    - （新駅開業）  成瀬駅（横浜線 長津田駅 - 原町田駅（現・町田駅）間）
    - （客扱い開始）  東福山駅（山陽本線）

  - 関東鉄道
    - （路線譲渡） 筑波線 土浦駅 - 岩瀬駅（筑波鉄道に譲渡）
    - （路線譲渡） 鹿島線 石岡駅 - 鉾田駅（鹿島鉄道に譲渡）
    - （駅譲渡） 土浦駅、真鍋駅、新土浦駅、虫掛駅、坂田駅、常陸藤沢駅、田土部駅、常陸小田駅、常陸北条駅、筑波駅、上大島駅、酒寄駅、紫尾駅、常陸桃山駅、真壁駅、樺穂駅、東飯田駅、雨引駅、岩瀬駅（筑波線）
    - （駅譲渡） 石岡駅、東田中駅、新高浜駅、四箇村駅、常陸小川駅、桃浦駅、八木蒔駅、浜駅、玉造町駅、榎本駅、借宿前駅、巴川駅、坂戸駅、鉾田駅（鹿島線）
    - （信号所譲渡） 玉里信号所（鹿島線）

  - 筑波鉄道（現・関鉄筑波商事）
    - （路線譲受） 筑波線 土浦駅 - 真壁駅 (40.1km)（関東鉄道から譲受）
    - （駅譲受） 土浦駅、真鍋駅、新土浦駅、虫掛駅、坂田駅、常陸藤沢駅、田土部駅、常陸小田駅、常陸北条駅、筑波駅、上大島駅、酒寄駅、紫尾駅、常陸桃山駅、真壁駅、樺穂駅、東飯田駅、雨引駅、岩瀬駅（筑波線）

  - 鹿島鉄道
    - （路線譲受） 鹿島鉄道線 石岡駅 - 鉾田駅 (27.2km)（関東鉄道から譲受）
    - （駅譲受） 石岡駅、東田中駅、新高浜駅、四箇村駅、常陸小川駅、桃浦駅、八木蒔駅、浜駅、玉造町駅、榎本駅、借宿前駅、巴川駅、坂戸駅、鉾田駅（鹿島鉄道線）
    - （信号所譲受） 玉里信号所（鹿島鉄道線）
- 4月2日
  - 東武鉄道
    - （新駅開業）  若葉駅（東上本線 鶴ヶ島駅 - 坂戸駅間）
- 4月14日
  - 鹿児島市交通局
    - （新駅開業）  宇宿一丁目停留場（谷山線 二軒茶屋停留場 - 脇田停留場間）

### 6月
- 6月15日
  - 韓国鉄道公社
    - （新駅開業）  斗井駅（京釜線、稷山駅 - 天安駅間）

### 7月
- 7月1日
  - 日本国有鉄道
    - （路線廃止） 予讃本線（貨物支線） 多度津駅 -浜多度津駅間[注 2]
    - （駅廃止）  浜多度津駅（予讃本線）

  - 近畿日本鉄道
    - （新駅開業）  （臨）ファミリー公園前駅（橿原線 平端駅 - 結崎駅間）
- 7月10日
  - 苫小牧港開発
    - （新駅開業）  港北駅（貨物線 一本松駅 - 港南駅間）
- 7月15日
  - 日本国有鉄道
    - （複線化）  横浜線 長津田駅 - 原町田駅間(4.6km)
- 7月29日
  - 名古屋鉄道
    - （新規開業）  豊田新線（現・豊田線） 梅坪駅 - 赤池駅間(15.2km)
    - （駅開業）  上豊田駅、浄水駅、三好ヶ丘駅、黒笹駅、米野木駅、日進駅、赤池駅（豊田新線）

### 8月
- 8月1日
  - 日本国有鉄道
    - （運転開始）  SLやまぐち号
- 8月10日
  - 紀州鉄道
    - （新駅開業）  学門駅（紀州鉄道線 御坊駅 - 紀伊御坊駅間）

### 9月
- 9月1日
  - 台湾糖業鉄道
    - （駅廃止）  土庫里駅、福安駅、烏樹林駅、下寮子駅、東山駅、廠前駅、東太子宮駅
- 9月14日
  - 日本国有鉄道
    - （複線化）  横浜線 淵野辺駅 - 相原駅間(7.3km)
- 9月21日
  - 帝都高速度交通営団（現・東京地下鉄）
    - （路線延長）  半蔵門線 青山一丁目駅 - 永田町駅間(1.4km)
- 9月25日
  - 日本国有鉄道
    - （電化）  日豊本線 南宮崎駅 - 鹿児島駅間(120.1km・交流20,000V・60Hz)
- 9月27日
  - 日本国有鉄道
    - （複線化）  函館本線 森駅 - 桂川駅間(2.7km)

### 10月
- 10月1日
  - 日本国有鉄道
    - （新線開業）  東海道貨物線 鶴見駅 - 横浜羽沢駅  - 戸塚(20.2km)
    - （新駅開業）  熊谷貨物ターミナル駅（高崎線 熊谷駅 - 籠原駅間）
    - （新駅開業）  横浜羽沢駅（東海道本線東海道貨物線 鶴見駅 - 大船駅間）
    - （新駅開業）  東寝屋川駅（現・寝屋川公園駅）（片町線 星田駅 - 忍ケ丘駅間）
    - （新駅開業）  藤阪駅（片町線 長尾駅 - 津田駅間）

  - 帝都高速度交通営団
    - （新駅開業）  西葛西駅（東西線 南砂町駅 - 葛西駅間）
- 10月28日
  - アムトラック
    - （新駅開業）  バッファロー・ドピュー駅

### 11月
- 11月1日
  - 日本国有鉄道
    - （路線廃止）  山陽本線（貨物支線） 姫路駅 - 姫路市場駅
    - （駅廃止）  姫路市場駅（山陽本線）

  - 秩父鉄道
    - （新駅開業）  三ヶ尻駅（三ヶ尻線 武川駅 - 熊谷貨物ターミナル駅間）
- 11月8日
  - 東武鉄道
    - （新駅開業）  柳瀬川駅（東上本線 志木駅 - みずほ台駅間）

### 12月
- 12月1日
  - 関東鉄道
    - （新駅開業）  西取手駅（常総線 取手駅 - 寺原駅間）
- 12月20日
  - 帝都高速度交通営団
    - （旅客営業開始[注 3]）  千代田線 綾瀬駅 - 北綾瀬駅間(2.1km)
    - （新駅開業）  北綾瀬駅（千代田線）

## 主なダイヤ改正
- 3月1日
  - 京成電鉄
- 3月15日
  - 近畿日本鉄道
- 3月26日
  - 小田急電鉄
- 7月16日
  - 小田急電鉄
- 7月29日
  - 名古屋鉄道（豊田新線・三河線）
- 10月1日
  - 日本国有鉄道

## 災害・不通・事故・事件など

### 2月
- 2月27日
  - 日本国有鉄道
    - （事故・不通） 奥羽本線 大沢駅 - 関根駅間（土砂崩れ発生のため）

### 3月
- 3月1日
  - 日本国有鉄道
    - （運転再開） 奥羽本線 大沢駅 - 関根駅間（土砂崩れ発生のため2月27日から不通）

## 鉄道車両

### 新系列・新形式
- 日本国有鉄道
  - 117系電車
  - 201系電車
  - 925形電車
  - 962形電車
  - キハ183系気動車
  - チキ5200形貨車
  - トキ23900形貨車
  - タキ42350形貨車
- 東武鉄道
  - 5000系電車
- 西武鉄道
  - 新101系電車
- 北総開発鉄道
  - 7000形電車
- 江ノ島電鉄
  - 1000形電車
- 伊豆箱根鉄道
  - 3000系電車
- 富山地方鉄道
  - 14760形電車
- 近畿日本鉄道
  - 3000系電車
- 京福電気鉄道
  - デオ600形電車
- 京阪電気鉄道
  - 京阪500形電車
- 香港鉄路
  - メトロキャメル電車
- イギリス国有鉄道
  - 370形電車（APT-P）
  - D78形電車
- 西ドイツ国鉄（現・ドイツ鉄道）
  - 120型電気機関車
- イタリア鉄道
  - E.632電気機関車
- マッターホルン・ゴッタルド鉄道
  - Deh4/4 91-96形電車
- トルコ国鉄
  - E14000系電車
- - XPT気動車

### 譲渡形式
- 総武流山電鉄（現・流鉄）←西武鉄道
  - 1200形電車
- 越後交通←長野電鉄
  - ED5100形電気機関車
- 伊予鉄道←長野電鉄
  - 600系電車（モハ603）
- 福井鉄道←長野電鉄・名古屋鉄道
  - 140形電車（2代）
- 広島電鉄←京都市交通局
  - 1900形電車
- 伊予鉄道←京都市交通局
  - モハ2000形電車

### 消滅形式
- 日本国有鉄道
  - EF13形電気機関車
  - EF18形電気機関車
  - ワム20000形貨車
  - ワキ1形貨車

### 受賞
- 第22回ブルーリボン賞 - 近畿日本鉄道 30000系電車
- 第19回ローレル賞 - 日本国有鉄道 オハ50形客車、京浜急行電鉄 800形電車